# Issa Rae
Issa Rae, właściw. Jo-Issa Rae Diame (z domu Diop) (ur. 12 stycznia 1985 w Los Angeles w Kalifornii) – amerykańska aktorka teatralna, aktorka telewizyjna, aktorka filmowa, scenarzystka i producentka.
Laureatka m.in. BET Awards, Czarnych Szpul i nagród Satelity. Dwukrotnie nominowana do Złotego Globu oraz nagrody Emmy.
W 2018 roku trafiła na listę 100 najbardziej wpływowych osób na świecie według tygodnika Time.

## Życiorys
Urodziła się 12 stycznia 1985 w Los Angeles w stanie Kalifornia w Stanach Zjednoczonych. Jej matka jest pochodzącą z Luizjany nauczycielką, a ojciec Senegalczykiem. Ma czterech braci. Kilka lat swojego dzieciństwa spędziła w Senegalu, natomiast wychowywała się w View Park-Windsor Hills i Inglewood w Kalifornii. 

## Edukacja
Studiowała kulturę afroamerykańską na Uniwersytecie Stanforda.

## Życie prywatne
W 2019 roku zaręczyła się z senegalskim biznesmenem – Louisem Diame. 

## Filmografia
| A | Aktorka                |
| S | Scenarzystka           |
| W | Producentka wykonawcza |
| P | Producentka            |

### Filmy
| Rok  | Tytuł                                     | Jako | Jako | Rola               | Uwagi                            |
| Rok  | Tytuł                                     | A    | W    | Rola               | Uwagi                            |
| ---- | ----------------------------------------- | ---- | ---- | ------------------ | -------------------------------- |
| 2014 | Rubberhead                                | T    |      | panna młoda        | film telewizyjny                 |
| 2014 | Bleach                                    |      | T    | –                  | film telewizyjny                 |
| 2014 | Words with Girls                          |      | T    | –                  | film telewizyjny                 |
| 2014 | So Jaded                                  |      | T    | –                  | film telewizyjny                 |
| 2014 | Hard Times                                |      | T    | –                  | film krótkometrażowy             |
| 2014 | Protect and Serve                         | T    | T    | rekrut policji     | film krótkometrażowy             |
| 2014 | A Bitter Lime                             | T    |      | Jane Johnson       |                                  |
| 2014 | Black Twitter Screening                   |      |      | –                  | scenariusz, film krótkometrażowy |
| 2016 | Killing Lazarus                           |      | P    | –                  |                                  |
| 2018 | Nienawiść, którą dajesz (The Hate U Give) | T    |      | April Ofrah        |                                  |
| 2019 | Hair Love                                 | T    |      | Mama Zuri/vlogerka | dubbing, film krótkometrażowy    |
| 2019 | Mała (Little)                             | T    |      | April Williams     |                                  |
| 2020 | Fotografia (The Photograph)               | T    |      | Mae Morton         |                                  |
| 2020 | Gołąbeczki (The Lovebirds)                | T    | T    | Leilani            |                                  |
| 2020 | Dark City Beneath the Beat                |      | P    | –                  | film dokumentalny                |
| 2020 | Coastal Elites 12                         | T    |      | Callie Josephson   | film telewizyjny                 |

### Seriale
| Rok       | Tytuł                                | A | S | W | P | Rola                                 | Odcinek | Uwagi                                                        |
| --------- | ------------------------------------ | - | - | - | - | ------------------------------------ | --- | ------------------------------------------------------------ |
| 2011-2013 | Mis-Adventures of Awkward Black Girl | T |   |   |   | J                                    | 24 odcinków„The Change” „The Apology” „The Call” „The Check” „The Friends” „The Group” „The Waiter” „The Interview” „The Search” „The Jingle” „The Visit” „The Sleepover” „The Decision” „The Exes” „The Unexpected” „The Happy Hour” „The Project” „The Date” „The Stapler” „The Dance” „The Icebreaker” „The Hallway” „The Job” „The Stop Sign” | scenariusz do 1 odc.                                         |
| 2012      | The Couple                           | T |   |   |   | Lisa                                 | „Exes and Texts” |                                                              |
| 2012-2013 | The Number                           | T |   |   |   | Lisa                                 | 6 odcinków„Meet Lisa” „The Engagement Party” „Shut Up!” „The Break Up” „Episode #2.1" „The Slumberette Party” |                                                              |
| 2013      | Instacurity                          | T |   |   |   | Issa                                 | 2 odcinki„The Birthday Party” „Instacurity PSA” |                                                              |
| 2013      | Little Horribles                     | T |   | T |   | Najlepsza przyjaciółka               | 3 odcinkijako aktorka „Sexual Activity” jako prod. wyk. „Sexual Activity” „Date” „Minibar” |                                                              |
| 2013      | Inside Web Series                    | T |   | T |   | ona sama                             | 4 odcinków„Introduction to Web Series” „From Edit to Online” „Festivals and Community” „The Future” | dokument telewizyjny                                         |
| 2013      | How Men Become Dogs                  | T |   | T |   | ona sama                             | 9 odcinków„A Dog Is Born” „Right vs. Wrong” „The Perfect Woman” „Hamlin Let the Dogs Out” „Doggie Style” „Two Bones in a Bowl” „Beware of Dog” „Loyalty Bites” „Bury the Bones” |                                                              |
| 2013      | True Friendship Society              | T |   |   |   | Mama Moth                            | „Pilot Part Two” |                                                              |
| 2013      | My Roommate the                      | T |   |   |   | J                                    | „Awkward Black Girl” |                                                              |
| 2013-2014 | Roomieloverfriends                   |   |   | T |   | –                                    | 4 odcinki„Episode #2.6" „Episode #2.7" „Episode #2.8" „Episode #2.9" |                                                              |
| 2013-2015 | The Choir                            |   |   |   |   | –                                    | 12 odcinków„Genesis” „New Blood” „Psalm” „Sin & Sacrifice” „Love Thyself” „The Light” „Confessions” „Lust” „New Testament” „Babel” „Truth to Light” „Control” | scenariusz, reżyserka 2 odc.                                 |
| 2014-2015 | First                                |   |   | T | T | –                                    | 11 odcinków„The First Family Meeting” „The First Adventure” „The First Talk” „The First...” „The First Confession” „The First Love” „The First New Chapter” „The First Confession Pt 2" „The First Spring Break” „The First Proposal” „The First Candlelit Dinner”                                                                                | współproducentka wykonawcza 10 odc., współproducentka 1 odc. |
| 2015      | Get Your Life                        | T |   | T |   | ona sama                             | „Girl Get Your NYPTSD” |                                                              |
| 2016-     | Niepewne (Insecure)                  | T | T |   |   | Issa Dee                             | 34 (wszystkie) | twórczyni, scenariusz do 8 odc.,                             |
| 2018      | BoJack Horseman                      | T |   |   |   | Dr. Indira                           | 2 odcinki„Koniec z pieskim życiem” „(The Dog Days Are Over)” „Wn. Okr. Pod.” „(INT. SUB)” | dubbing                                                      |
| 2019      | A Black Lady Sketch Show             | T |   | T |   | Trina/Butterfly/Daffodil Dunham/Jess | 6 odcinków„Angela Bassett Is the Baddest Bitch” „Your Boss Knows You Don’t Have Eyebrows” „3rd & Bonaparte Is Always in the Shade” „Where Are My Background Singers?” „Why Are Her Pies Wet, Lord?” „Born at Night, But Not Last Night” | producentka wykonawcza 6 odc, aktorka w 3 odc.               |
| 2020      | #blackAF                             | T |   |   |   | ona sama                             | „yo, between you and me... this is because of slavery” |                                                              |
| 2020      | Saturday Night Live                  | T |   |   |   | ona sama                             | „Issa Rae/Justin Bieber” | gospodarz programu                                           |

### Teledyski
| Rok  | Tytuł         | Wykonawca                | Rola         |
| ---- | ------------- | ------------------------ | ------------ |
| 2013 | Happy         | Pharrell Williams        |              |
| 2017 | Moonlight     | Jay-Z                    | Rachel Green |
| 2017 | Spice Girl    | Aminé                    |              |
| 2018 | Nice for What | Drake                    | ona sama     |
| 2019 | Kinda Love    | TeaMarrr                 | terapeutka   |
| 2020 | Lights On     | D Smoke, SiR             | striptizerka |
| 2020 | Entrepreneur  | Pharrell Williams, Jay-Z | ona sama     |

## Nagrody
- BET Awards
  - Najlepsza aktorka: 2020: Niepewne